# 歐陽烈
歐陽烈（16世紀—16世紀），字懋之，號格齋，江西吉安府泰和縣蜀江人，明朝政治人物。

## 生平
歐陽烈是嘉靖元年（1522年）壬午科舉人，授松陽教諭，教育諸生以窮理力行為要，祭祀時總會虔誠齋戒，親自查閱祭器和祭品，鑄造若干銅器以補不足；父親患病時親自侍藥，長時間不就寢，不久父親去世，哀毀骨立，赤足步行回鄉，人稱為廉孝。服闋後改任安丘教諭，陞任工部主事，特命專理重修蘆溝橋，進虞衡員外郎，兩次奉命督理河道，築堤通漕讓人民稱便，到嘉靖二十三年（1544年）為管河郎中上奏補塞木欒店河口決堤與增修德州以北石壩。
嘉靖二十五年（1546年）歐陽烈外任高州知府，到任後查詢人民疾苦、釐清地方夙弊，為政慈惠、愛民如子，興建拱極書院聚集士子，以同知王佐專理書院，定期親自與諸生講學，提倡實行、罷黜浮靡；硇洲位處海外不知文教，他建立翔龍社學教育其子弟，提拔優秀充側陋生在府學養育，刊行《禮畧》改變民風，頒布鋪租給生徒，設立學田以供祭祀，又讓瑤族、壯族學會禮儀，因此士風向往，外族人懷德，五年後離任，士民立遺愛祠祭祀他，後來姪子歐陽餘慶擔任高州知府，耆老都向他講述其德政，有《格齋文集》流傳。

## 引用
1. 1 2  同治《泰和縣志·卷十七·列傳》：歐陽烈，字懋之，蜀江人，嘉靖舉人，授松陽、安邱二縣學，擢工部主事，會蘆溝橋圯特資專理，進虞衡員外郎，兩奉璽書督理河道，築堤通漕民皆稱便；遷高州太守，平賦役、謹旱澇、釋繫囚、薄追贖，招復逋亡、白民冤獄、醫藥濟困、輯禮齊民，士習翕然丕變，後姪餘慶復守是郡，耆民猶述其德政，著有《格齋文集》。 乾隆志
2. ↑  同治《泰和縣志·卷十一·選舉》：嘉靖元年 壬午 鄉試……歐陽烈 蜀江人，高州府知府
3. ↑  光緒《松陽縣志·卷七·官秩志》：歐陽烈，號格齋，泰和人，嘉靖間署教諭事，訓諸生以窮理力行為要，每課藝先粘默坐，澄心體認天理八字，於堂教人先收放心而後染翰，遇祭祀必妙齋宿致虔，祭器祭品務躬閱之，鑄銅爵者若干以補不足，鼎新文廟居功最多。父病侍藥左右，經旬不就寢，既沒哀毀骨立，徒跣而去，人以廉孝目之。
4. ↑  《明世宗肅皇帝實錄·卷二百九十一》：（嘉靖二十三年十月辛卯）工部管河郎中歐陽烈奏木欒店河口及各堤岸衝决，乞加補塞；衞河自臨清抵直沽止有三减水閘，乞於德州以北增修减水石壩一座，仍於沿河築攔水月隄以護河岸，并將天津等衞軍補淺天審編正副遂隄徧巡修補，工部議覆從之。
5. ↑  光緒《高州府志·卷二十五·宦績傳》：歐陽烈，字懋之，泰和人，舉人，嘉靖二十五年守高州，咨詢民瘼、釐革夙弊、公廉慈惠、愛民如子；建拱極書院聚六庠之士之尤者，以貳府王佐專院，事取師儒而分督之，定期立會，親與諸生講學，敦實行、黜浮靡，一時士類爭自濯磨。硇洲海外不知文教，立翔龍社學訓其子弟，拔其尤者充側陋生養於府庠，刊《禮畧》以移民風，頒鋪租以給生徒，立學田以供祭祀，約猺獞祝聖俾識禮儀，凡百修舉務在與民休息，故士多向風，而羣黎懷德，蒞任五載以報政去，士民立遺愛祠歲祀之。 黃通志